# Фофаново (деревня, Дмитровский городской округ)

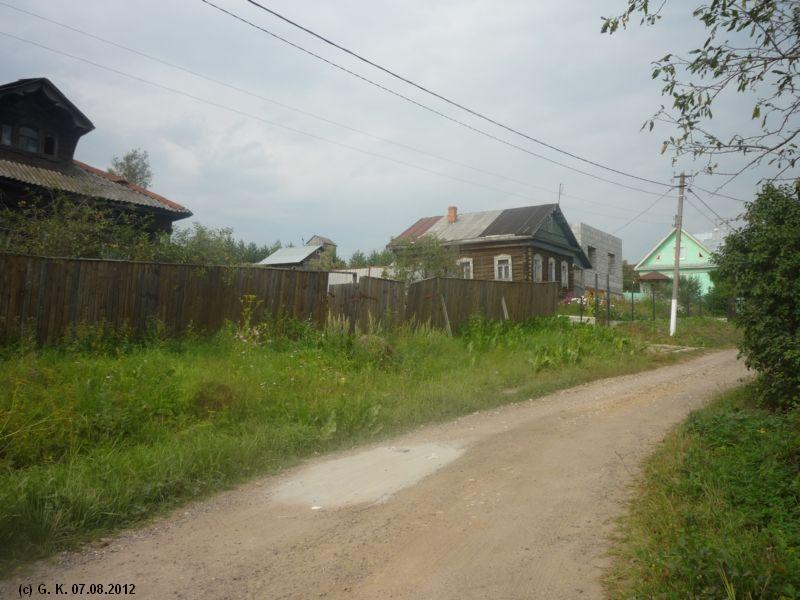

Фофаново — деревня в Дмитровском районе Московской области, в составе городского поселения Яхрома. Население — 2 чел. (2010). До 2006 года Фофаново входило в состав Подъячевского сельского округа.в 2022 году, границы деревни изменились, в состав деревни вошло бывшее соседнее СНТ "Татьяна"

## Расположение
Деревня расположена в западной части района, примерно в 18 км на юго-запад от города Яхромы, на левом берегу малой речки Субыч (левый приток Лутосни), высота центра над уровнем моря 203 м. Ближайшие населённые пункты — Чеприно на юго-востоке, Глухово на юге и Титово на юго-западе.

## Население
| 2002 | 2006 | 2010 |
| ---- | ---- | ---- |
| 2    | ↗4   | ↘2   |